# Мавпяча лапка
«Мавпяча лапка» (англ. The Monkey's Paw) — оповідання Вільяма Ваймарка Джейкобса в жанрі надприродного горору, вперше опублікований в Англії в 1902 році в збірці «Леді з баржі». В історії власнику мавпячої лапки даються три бажання, але за їх виконання та втручання у долю доводиться платити величезну ціну.
Він неодноразово адаптувався в інших засобах масової інформації, включаючи п'єси, фільми, телесеріали, опери, оповідання та комікси, починаючи з 1903 року. Вперше він був адаптований 1915 року в німому британському фільмі режисера Сіднея Норткота. У фільмі (нині втраченому) знявся Джон Лоусон, який також зіграв головну роль у п'єсі Луї Н. Паркера 1907 року.

## Сюжет
У оповіданні йдеться про містера та місіс Вайт та їх дорослого сина Герберта. Сержант-майор Морріс, друг, який служив у британській армії в Індії, приходить на обід і знайомить їх із муміфікованою лапою мавпи. Старий факір наклав на лапу заклинання, щоб вона виконала три бажання, але лише з пекельними наслідками як покарання за втручання в долю. Морріс, отримавши жахливий досвід використання лапи, кидає її у вогонь, але скептично налаштований містер Вайт її дістає. Перш ніж піти, Морріс попереджає містера Вайта про те, що може статися, якщо він скористається лапою.
Містер Вайт спочатку вагається, вважаючи, що він уже має все, що хоче. За пропозицією Герберта містер Вайт легковажно бажає 200 фунтів стерлінгів, які дозволять йому здійснити останню виплату за іпотеку свого будинку. Коли він загадує своє бажання, містер Вайт раптом здивовано відпускає лапу, стверджуючи, що вона рухалася і звивалася, як змія.
Наступного дня Герберт йде на роботу. Тієї ночі до будинку Вайтів приходить службовець, який розповідає їм, що Герберт загинув у жахливій аварії машини, яка понівечила його тіло. Компанія заперечує будь-яку відповідальність за інцидент, але робить виплату доброї волі в розмірі 200 фунтів стерлінгів, суму, яку хотів отримати пан Вайт.
Через тиждень після похорону місіс Вайт, божевільна від горя, наполягає на тому, щоб її чоловік використав лапу, щоб побажати Герберту повернення до життя. Він робить це неохоче, незважаючи на сильне занепокоєння від думки про те, щоб викликати понівечене тіло свого сина, що розкладається. Пізніше тієї ночі хтось стукає у двері. Поки місіс Вайт намацує замки у відчайдушній спробі відкрити двері, містер Вайт наляканий і боїться, що це не той син, якого він любив. Він загадує своє третє і останнє бажання. Стукіт припиняється, місіс Вайт відчиняє двері й виявляє, що там нікого немає.

## Адаптації
Ця історія неодноразово адаптувалася до інших творів, у тому числі:
- 6 жовтня 1903 року в лондонському театрі Геймаркет[en] одноактна п'єса у виконанні Сиріла Мода в ролі містера Вайта і Лени Ешвелл в ролі місіс Вайт[6].
- Сценічна адаптація 1907 року Луї Н. Паркера, з Джоном Лоусоном у головній ролі[4][7].
- Кіноверсія 1915 року режисера Сіднея Норткота, з Джоном Лоусоном у головній ролі[8].
- Британський німий фільм 1919 року невідомого режисера, який, як відомо, був знятий, але в даний час вважається загубленим[9].
- Фільм Мавпяча лапка[en] 1923 року режисера Меннінга Гейнса, в головних ролях Мур Мерріотт[en] , Марі Олт[en] і Чарльз Ештон[8].
- Англійська радіопередача, що вийшла 17 липня 1928 року, і заснована на виставі 1910 року[7].
- Фільм Мавпяча лапка[en] 1933 року, сценарій Грема Джона, режисер Веслі Рагглз (його останній фільм з RKO Pictures), у головній ролі Чарльз Обрі Сміт, Іван Сімпсон[en] та Луїза Картер. Фільм вважався загубленим[10] доти, доки у 2016 році кадри з нього не були викладені в Інтернеті.
- Серія радіопостановки BBC Radio Appointment with Fear[en], що вийшла 28 травня 1946 року[7].
- Фільм Мавпяча лапка[en] 1948 року, сценарій Нормана Лі та Барбари Той.
- Роман Стівена Кінга Кладовище домашніх тварин 1983 року є переказом історії[11].
- Адаптація 2004 року у вигляді радіовистави, розказаної Крістофером Лі в рамках радіосерії «Казки біля багаття Крістофера Лі» Бі-бі-сі[12].
- Фільм Мавпяча лапка[en] 2013 року, сценарій Мейкона Блера, режисером Бретт Сіммонс[13].
- Опера «Мавпяча лапка» 2017 року композитора Брук де Роса, створена Pacific Opera Project[14].
- Телесеріал «Калейдоскоп жахів» 2019 року, серія «Ніч лапи» (5 серія 2 сезону) є адаптацією оповідання.